# Wolfgang Niemeier
Wolfgang Niemeier (* 21. April 1949) ist ein deutscher Geodät und Hochschulprofessor für Geodäsie und Photogrammetrie an der TU Braunschweig.

## Leben
Niemeier absolvierte zwischen 1967 und 1972 sein Studium des Vermessungswesens an der TU Braunschweig (Vordiplom) und Universität Bonn (Diplom). Anschließend war er bis 1988 als wissenschaftlicher Mitarbeiter, später als Hochschulassistent am „Geodätischen Institut“ der Universität Hannover tätig, wo er im Mai 1978 seine Promotion erlangte. Ab 1982 war er als Research Associate (Wissenschaftlicher Mitarbeiter) an der University of Calgary in Kanada tätig. 1987 folgte seine Habilitation auf dem Gebiet „Landes- und Ingenieurvermessung“ wiederum an der Universität Hannover. Bis 1991 war er am „Geodätischen Institut“ in Hannover als Universitätsprofessor tätig, bis er eine Professur am „Institut für Geodäsie und Photogrammetrie“ (bis 1995: „Institut für Vermessungskunde“) an der TU Braunschweig annahm, wo er seither tätig ist. In dieser Funktion war er am 8./9. März 2012 in Braunschweig einer der Veranstalter der 2011 ins Leben gerufenen Tagungsreihe „GeoMonitoring“, die im „Haus der Wissenschaft“ an der TU Braunschweig stattfand.
Sein Hauptarbeitsgebiet ist die Ausgleichungsrechnung, über die er ein bekanntes Lehrbuch verfasste.
Niemeier wohnt in Braunschweig.

## Schriften (Auswahl)
- Zur Kongruenz mehrfach beobachteter geodätischer Netze. in: Wissenschaftliche Arbeiten-Fachrichtung Vermessungswesen der Universitat Hannover. Nr. 88, ISSN 0174-1454. (=  Dissertation Universität Hannover, Hannover 1979).
- Zur Zuverlässigkeit geodätischer Systeme – Problemformulierung und Lösungsansätze. in: Wissenschaftliche Arbeiten-Fachrichtung Vermessungswesen der Universitat Hannover. Nr. 153, ISSN 0174-1454. (=  Habilitationsschrift Universität Hannover, Hannover 1989).
- Ausgleichsrechnung. De Gruyter, Berlin 2001, ISBN 3-110-14079-9.
- Ausgleichungsrechnung – eine Einführung für Studierende und Praktiker des Vermessungs- und Geoinformationswesens. De Gruyter, Berlin 2002, ISBN 3-110-14080-2.
- Ausgleichungsrechnung – Statistische Auswertemethoden. 2. Auflage. De Gruyter, Berlin, New York 2008, ISBN 978-3-11-019055-7.
- als Herausgeber: Tagungsband GeoMonitoring 2012. Inst. für Geodäsie und Photogrammetrie, Braunschweig 2012, ISBN 978-3-926146-23-6.